# 주머니날다람쥐
주머니날다람쥐(Petauroides volans)는 반지꼬리주머니쥐과에 속하는 유대류의 일종이다. 오스트레일리아에서 발견되는 활강하는 작은 유대류이다. 주머니하늘다람쥐속의 할강하는 유대류와 근연 관계가 없지만 대신에 여우원숭이반지꼬리주머니쥐(Hemibelideus lemuroides)와 함께 여우원숭이반지꼬리주머니쥐아과(Hemibelideinae)에 속한다. 주머니날다람쥐는 야행성 동물이고 무리 생활대신 홀로 생활하며, 거의 유칼립투스 잎과 싹만을 먹는 초식 동물이다. 근연종 여우원숭이반지꼬리주머니쥐처럼, 주머니날다람쥐도 색깔이 다른 두 부류가 발견된다. 한 부류는 거무스름한 갈색을 띠고 나머지는 회색부터 흰색을 띤다. 주머니날다람쥐는 퀸즐랜드 주 모스만과 빅토리아 주 데일스포드에 걸친 유칼립투스 숲에서 발견된다. 주머니날다람쥐는 어떤 소리도 내지 않으며, 서로 냄새 표지를 통해 의사 교환을 하는 것으로 추정된다. 주머니날다람쥐의 항문선은 일반적으로 곰팡 냄새를 풍긴다.